# Liste der Kulturdenkmäler in Dellfeld
In der Liste der Kulturdenkmäler in Dellfeld sind alle Kulturdenkmäler der rheinland-pfälzischen Ortsgemeinde Dellfeld aufgeführt. Grundlage ist die Denkmalliste des Landes Rheinland-Pfalz (Stand: 14. Dezember 2023).

## Einzeldenkmäler
| Bezeichnung         | Lage                                  | Baujahr                           | Beschreibung                                                                                              | Bild                           |
| ------------------- | ------------------------------------- | --------------------------------- | --- | ------------------------------ |
| Bahnhof Dellfeld    | Bahnhofstraße 1 Lage                  | 1874/75                           | spätklassizistisches Bahnhofsgebäude, 1874/75, mit integriertem Stellwerk von 1938; bauliche Gesamtanlage | Fotos hochladen                |
| Friedhofskreuz      | Friedhofstraße, auf dem Friedhof Lage | 1856                              | Friedhofskreuz, bezeichnet 1856                                                                           | BW                             |
| Quereinhaus         | Friedhofstraße 4 Lage                 |                                   | ehemaliges Quereinhaus                                                                                    | BW                             |
| Evangelische Kirche | Friedhofstraße 7 Lage                 | erste Hälfte des 13. Jahrhunderts | Saalbau, 1923/24, gotischer Chorturm, erste Hälfte des 13. Jahrhunderts                                   | weitere Bilder Fotos hochladen |
| Schulhaus           | Mittelgasse 11 Lage                   | 1843                              | ehemalige Schule; klassizistischer Quaderbau, 1843, um ein Geschoss erhöht 1874                           | Fotos hochladen                |
| Hofanlage           | Vordergasse 9, 9a–c Lage              |                                   | ehemaliges bäuerliches Anwesen; Quereinhaus, mehrere Nebengebäuden                                        | BW                             |
| Quereinhaus         | Vordergasse 33 Lage                   | 1816                              | Quereinhaus, bezeichnet 1816                                                                              | BW                             |